# Gómez Manrique
Gómez Manrique – wielki mistrz zakonu Calatrava w latach 1240–1243.
W 1243 roku odnowił pakt o braterstwie i pomocy wzajemnej z zakonem Santiago z 1221 roku wzbogacając go o nowe klauzule. Jego oddziały wspierały wojska królewskie w walce z muzułmanami, dzięki czemu zakon uzyskał nowe posiadłości, m.in. Albendín.
Gómez Manrique zmarł w 1254 w miejscowości Toledo.